# مراحم ناعمة (فلم)
مراحم ناعمة (بالإنجليزية: Tender Mercies) هو فيلم دراما تم إنتاجه في الولايات المتحدة وصدر في سنة 1983. الفيلم من كتابة هورتون فوت.

## ترشيحات وجوائز
| السنة | الحدث | الفئة            | النتيجة  |
| ----- | ----- | ---------------- | -------- |
|       |       | أوسكار أحسن ممثل | فـــــوز |

## الميزانية والإيرادات
بلغت تكلفة إنتاج الفيلم حوالي 4.5 مليون دولار بينما حقق أرباحا تقدر بـ 8.44 مليون دولار.

## وصلات خارجية
- مقالات تستعمل روابط فنية بلا صلة مع ويكي بيانات

1. ↑  Olten، Carol (25 ديسمبر 1983). "Best in films '83". The San Diego Union-Tribune. ص. E-11, Entertainment (section).
2. ↑  Abraham، Jugu (10 ديسمبر 2008). "International film festivals and India". DearCinema. مؤرشف من الأصل في 2009-02-26. اطلع عليه بتاريخ 2009-03-08.
3. ↑  Harmetz، Aljean (8 أبريل 1984). "The Oscar Chase: A Peek Behind the Screen". نيويورك تايمز. ص. 19 (Section 2).